# Carlos Daniel López Huesca
Carlos „Carlitos“ Daniel López Huesca (* 12. Juni 1990 in Alicante) ist ein spanischer Fußballspieler.

## Karriere
Carlitos begann seine Profikarriere 2009 bei Torrellano Illice in der 4. spanischen Liga, wo er für zwei Saisons unter Vertrag stand. 2011 wechselte er zu Ontinyent CF, der zu diesem Zeitpunkt in der Segunda División B spielte.
Carlitos spielte in Folge für eine Reihe von Vereinen im In- und Ausland, blieb jedoch stets für nur eine Saison unter Vertrag. Bei Dynamo Sankt Petersburg spielte er erstmals in der höchsten Spielklasse eines Landes. 2015 verhalf er Aris Limassol zum Aufstieg in die erste Liga Zyperns. Nach zwei für Carlitos erfolgreichen Spielzeiten bei CD Eldense und CF Villarreal B, für die er jeweils 13 Tore erzielen konnte, wechselte er 2017 zu Wisła Krakau. Mit 24 Toren in 36 Erstligaeinsätzen beendete Carlitos die Saison als erfolgreichster Torjäger der polnischen Liga. 2018 wurde Carlitos vom Lokalrivalen und amtierenden polnischen Meister Legia Warschau unter Vertrag genommen.
Über al-Wahda aus Abu Dhabi wechselte Carlitos im Januar 2020 zu Panathinaikos Athen. Da er in der Saison 2019–2020 jedoch bereits für zwei Vereine spielte, war er bis zum Ende der Saison für Panathinaikos nicht spielberechtigt.